# Czempion (singel)
Czempion – singel polskich raperów Kiza i Malika Montany, promujący album studyjny, zatytułowany Czempion. Singel został wydany 3 października 2019.
Nagranie otrzymało w Polsce status potrójnej platynowej płyty.

## Geneza utworu i historia wydania
Utwór napisali i skomponowali BMrope, Patryk Woziński i Mosa Ghawsi.
Singel ukazał się w formacie digital download 4 lipca 2018 w Polsce za pośrednictwem wytwórni płytowej Spacerange. Kompozycja została umieszczona na drugim albumie studyjnym Kiza – Czempion.

## Teledysk
Do utworu powstał teledysk, który udostępniono 5 lipca 2018 za pośrednictwem serwisu YouTube.

## Lista utworów
- Digital download[5]

1. „Czempion” – 3:20

## Certyfikaty
| Kraj          | Certyfikat         |
| ------------- | ------------------ |
| Polska (ZPAV) | 3x platynowa płyta |